# Europejskie ugrupowanie współpracy terytorialnej
Europejskie ugrupowanie współpracy terytorialnej (skrót - EUWT, ang. European Grouping of Territorial Cooperation - EGTC) - instytucja ponadnarodowa, tworzona na terytorium Unii Europejskiej i posiadająca osobowość prawną. Jej celem jest ułatwianie i upowszechnianie współpracy transgranicznej jej członków w celu wzmocnienia spójności ekonomicznej i społecznej.

## Członkostwo
Europejskie ugrupowanie współpracy terytorialnej składa się z przynajmniej dwóch członków, położonych na terytorium przynajmniej dwóch państw członkowskich Unii. Należeć do niego mogą:
1. państwa członkowskie,
  - Decyzję o przystąpieniu Polski do ugrupowania, ma w myśl projektowanej ustawy polskiej, podejmować Rada Ministrów w drodze uchwały[1],
2. władze regionalne (np. województwa lub landy),
3. władze lokalne (np. powiaty czy gminy),
  - uchwałę o przystąpieniu do ugrupowania podejmuje organ stanowiący jednostki samorządu terytorialnego, bezwzględną większością głosów ustawowego składu[2],
    - zgodę na przystąpienie jednostki samorządu terytorialnego do jakiegokolwiek EUWT, musi ponadto wyrazić minister spraw zagranicznych, podejmujący decyzję w uzgodnieniu z ministrem spraw wewnętrznych i administracji, ministrem finansów i ministrem rozwoju regionalnego[3]
    - procedura ta dotyczy także polskich województw,
4. podmioty prawa publicznego (np. uniwersytety lub instytucje kultury),
5. stowarzyszenia skupiające podmioty należące do jednej lub kilku z powyższych grup (np. związki międzygminne).

## Podstawy prawne
EUWT powstało na mocy rozporządzenia (WE) nr 1082/2006. Postanowienia rozporządzenia rozwija polska ustawa z dnia 7 listopada 2008 r. o europejskim ugrupowaniu współpracy terytorialnej (Dz.U. z 2021 r. poz. 1219). W myśl rozporządzenia WE oraz ustawy, na gruncie polskiego prawa, ugrupowanie podlega:
1. rozporządzeniu WE,
2. ustawie o europejskim ugrupowaniu współpracy terytorialnej,
3. konwencji i statutowi, które są dokumentami założycielskimi określonego EUWT,
4. subsydiarnie - prawu krajowemu. Jeżeli siedzibą EUWT będzie Polska, wówczas stosować do niego będzie się odpowiednio przepisy o stowarzyszeniach.

## Cele
W ramach EUWT samorządy i inne podmioty, wraz z partnerami z innych państw UE, mogą realizować wspólne przedsięwzięcia o charakterze ponadnarodowym, korzystając z unijnych środków finansowych. Istotą tych ugrupowań nie jest prowadzenie działalności gospodarczej, ale ułatwienie współpracy transgranicznej, transnarodowej i międzyregionalnej ich członków.
EUWT nie może wykonywać zadań leżących w gestii policji lub zadań w obszarze sprawiedliwości i polityki zagranicznej.